# Hendrik de Cort
Pour les articles homonymes, voir Cort (homonymie).
Hendrik-Frans de Cort (alias Henri de Cort en français), né le 11 décembre 1742 à Anvers (Belgique) et mort le 28 juin 1810 à Londres, était un peintre paysagiste et dessinateur flamand.

## Biographie
Formé dans les ateliers de Guillaume Herreyns et Henri Joseph Antonissen, Hendrik de Cort est reçu maître à son tour le 16 mai 1770 lors de son admission dans la Guilde de Saint-Luc d'Anvers (corporation des peintres de la ville). Quatre ans plus tard, il devient peintre attitré de l'archiduc Maximilien d'Autriche.
Il séjourne ensuite à Paris, où il est nommé membre de l'Académie royale de peinture et de sculpture en 1779. Il entre ensuite au service du Prince de Condé, pour lequel il exécute deux grandes vues panoramiques du château de Chantilly en 1781.
Il revient en 1788 à Anvers, où il est le secrétaire cofondateur de la nouvelle société artistique créée afin de promouvoir les talents locaux en organisant des expositions, la Kunstmaatschappij. Il participe à la première exposition de la jeune institution en 1789.
Il s'établit finalement vers 1790 à Londres, où ses talents sont très courus. Son succès artistique et professionnel se mesure à la clientèle importante de collectionneurs privés issus de la noblesse qu'il attire, ainsi qu'aux disciples qui viennent se former dans son atelier, dont le plus renommé est George Henry Harlow.
Peintre reconnu des châteaux et maisons de campagne de la noblesse, des cathédrales, ponts et ruines pittoresques, Hendrik de Cort expose régulièrement à la Royal Academy de 1790 à sa mort. En 1806, il présente également trois œuvres à la première exposition de la British Institution. Pour satisfaire les commandes de ses patrons, il voyage régulièrement à travers l'Angleterre et le Pays de Galles, trajets au cours desquels il élabore de nombreux dessins préparatoires dont le soin du détail et les tons sépia furent également appréciés des amateurs d'art.
Peintre paysagiste au savoir-faire habile et minutieux, Hendrik de Cort associe un sens réaliste des détails, typique de la tradition flamande, à l'influence du style italianisant imaginé par son compatriote Pierre Paul Rubens. Sa production paysagiste témoigne d'un excellent sens des couleurs et décline un répertoire architectural (palais, châteaux, édifices religieux, ruines, etc.) et naturel (rivières et chutes d'eau, prés et bois, perspectives topographiques) imprégné de jeux de lumière. Toutefois, il est moins à l'aise avec les figures animales et humaines : celles qui égayent la période flamande de son œuvre sont de la main de ses confrères Balthasar Ommeganck et Petrus van Regemorter.
Il meurt à son domicile londonien de Brewer Street, Golden Square (en), et sa dépouille est inhumée dans la partie orientale du cimetière de la St Pancras Old Church.

## Principales œuvres répertoriées

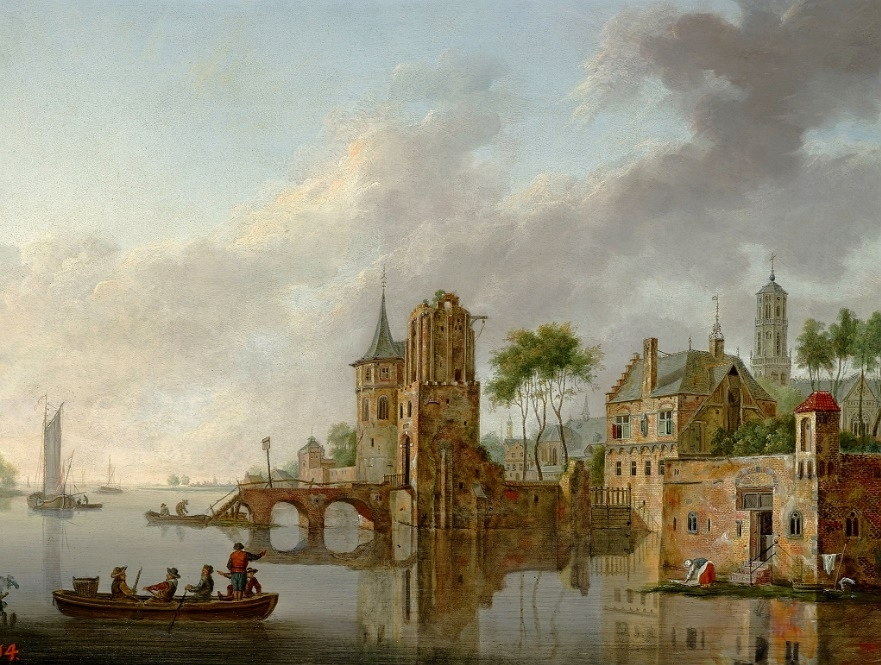
Hendrik de Cort : Vue de Lierre (Belgique), 1774.

### En Belgique
- Deux lavis de La Sambre près du vieux pont (détail) (1776), conservés au Cabinet des Estampes de la Bibliothèque royale de Belgique.
- Kasteel Mont-Aigle, nabij Dinant, dessin appartenant au Musée Plantin-Moretus à Anvers.

### En France

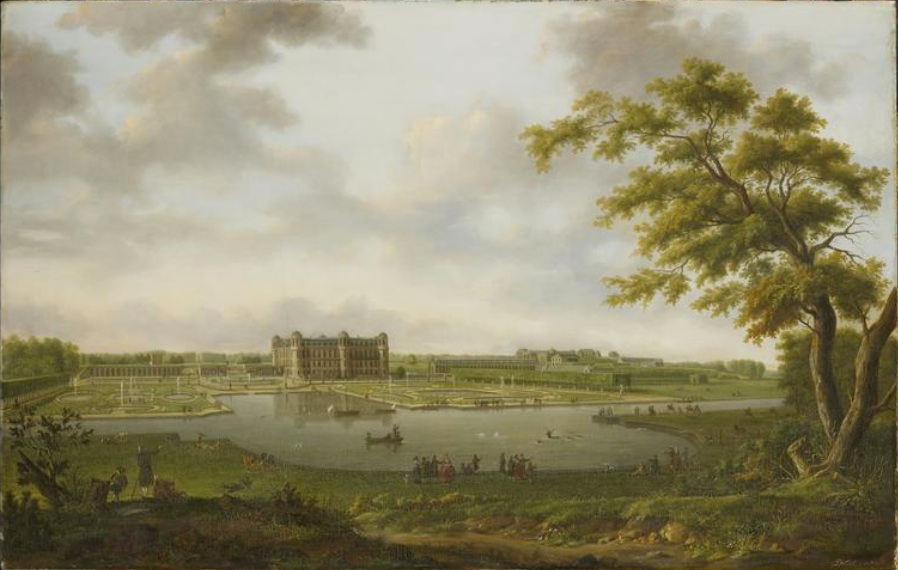
Hendrik de Cort : Chantilly en 1781, vue prise du vertugadin, huile sur bois, 1781

- Chantilly en 1781, vue prise de la pelouse et Chantilly en 1781, vue prise du vertugadin : ces deux grandes toiles célèbres sont visibles au Musée Condé à Chantilly, sur les lieux mêmes où et pour lesquels elles ont été exécutées.
- Un Paysage, au Musée Magnin à Dijon.

### En Grande-Bretagne
Tableaux :
- Charlton Park, à la Ranger's House de Londres.
- View of Charlton Park (vers 1800), à la Kenwood House, Suffolk collection de Londres.
- View of Launceston Castle from the South, au château de Launceston (Cornouailles).
- Deux toiles représentant Wollaton Hall Park, Nottingham et Wollaton Hall, Nottingham (vers 1795), appartenant toutes deux à Nottingham City Museums and Galleries.
- Ripon Minster, propriété du York Museums Trust.

Dessins :
- Le Salisbury & South Wiltshire Museum possède une série de quatre aquarelles représentant respectivement : Arnon Bridge, St. Thomas' Church, Fisherton (Bishops's Mill) Salisbury, et Fisherton.
- Le British Museum à Londres et l'Ashmolean Museum d'Oxford détiennent chacun une collection de dessins réalisés par Hendrik de Cort.

### En Autriche
- Vue de l'ancien château du Temsch situé sur l'Escaut près d'Anvers (1774), au Palais du Belvédère (Vienne).

### En Pologne
- Vue de Lierre (1774), au Château royal de Varsovie.

### Aux États-Unis
- Scène de village sur une rivière (1776), au Walters Art Museum.

### Dans des collections privées
- Pêcheur au pied d'une Maison forte (1774).
- View of Chelsea Farm with the Thames and Battersea Bridge (1790).
- View of Windsor Castle from Eton (1791).
- View from the North West of Castle Howard, Yorkshire, and the Mausoleum, over the Great Lime Avenue, with figures and deer in the foreground (vers 1800).
- View from the North West of Castle Howard, Yorkshire (1800) chez Phillips, The International Fine Art Auctioneers.
- A ruined abbey with workmen.
- A View of the Royal Palace of Fontainebleau à New York, Private Collection Lawrence Steigrad Fine Arts.